# Liste der Naturdenkmale in Engelsbrand
| Naturdenkmale | Anzahl |
| ------------- | ------ |
| FND           | 0      |
| END           | 1      |
| Gesamt        | 1      |

Die Liste der Naturdenkmale in Engelsbrand nennt die verordneten Naturdenkmale (ND) der im baden-württembergischen Enzkreis liegenden Gemeinde Engelsbrand. In Engelsbrand gibt es insgesamt ein als Naturdenkmal geschütztes Objekt, es gibt kein flächenhaftes Naturdenkmal (FND), es handelt sich um ein Einzelgebilde-Naturdenkmal (END).
Stand: 31. Oktober 2016.

## Einzelgebilde (END)
| Name                     | Bild | Kennung     | Einzelheiten | Position | Fläche Hektar | Datum         |
| ------------------------ | ---- | ----------- | ------------ | -------- | ------------- | ------------- |
| 7 Eichen                 | BW   | 82360130001 | Engelsbrand  | ⊙        | 0,0           | 24. Okt. 1962 |
| Legende für Naturdenkmal |      |             |              |          |               |               |